# Eirik Verås Larsen
Eirik Verås Larsen, född  26 mars 1976 i Flekkefjord, är en norsk kanotist.
Under OS 2004 i Aten vann Eirik guld på K-1 1 000 m och mindre än en timme senare lyckades han vinna ännu en medalj, denna gången brons i K-2 1 000 m tillsammans med Nils Olav Fjeldheim. Han fick Fearnleys olympiske ærespris för sina insatser i OS det året.
Förutom OS-medaljerna har Eirik även vunnit 5 VM-guld och 6 EM-guld.